# 砂利採取業務主任者
砂利採取業務主任者（じゃりさいしゅぎょうむしゅにんしゃ）は、砂利採取法第4条に基づく砂利採取事業者の選任を受けて、砂利の採取に伴う災害の防止に関する職務を行う者である。

## 概要
- 砂利採取事業者は、都道府県知事が行う砂利採取業務主任者試験に合格した者、もしくは都道府県知事がこれと同等以上の知識及び技能を有すると認めた者を砂利採取業務主任者に選任しなければならない。前者を証する書面を「砂利採取業務主任者試験合格証」、後者を証する書面を「砂利採取業務主任者認定証」という。
- 砂利採取業務主任者には、砂利の採取に伴う災害を防止したり、砂利採取の計画や変更、砂利採取場において採取計画に従って砂利の採取が行われるよう監督したり、砂利の採取に従事する者に対する砂利の採取により生じる災害の防止に関する教育の立案、実施もしくはその監督を行い、また砂利の採取によって災害が発生した場合の原因の調査、その対策を講じるなどの職務が規定されており、砂利採取事業において重要な立場である。

## 主務官庁
経済産業省 製造産業局

## 試験
- 砂利採取業務主任者試験は、いずれの都道府県においても毎年1回、11月第二金曜日に一斉実施している。試験問題は47都道府県で組織する「都道府県砂利採取法連絡協議会」による作成（任意学術団体の骨材資源工学会へ委託）。
- 受験願書の配布及び申請期間や様式、受験料の納付方法、合格発表日時などは統一していないため、受験を希望する都道府県の情報を参照する必要がある。
- 受験料の定めも法令にはないが、いずれの都道府県も手数料条例において8,000円と定めている。

### 試験科目
試験時間は120分で、択一式となっている。
1. 砂利の採取に関する法令 10問
2. 砂利の採取に関する技術的な事項 10問（必須 - 7問、選択 - 8問中3問を解答）

合格基準は、各科目ごとに概ね7割以上の正答となっている。正答及び解説は原則として都道府県から公表しないが、翌年1月頃の日本砕石新聞（日本採石新聞社刊）に掲載している。

### 受験資格
- 制限なし

## 認定
試験合格以外の資格取得方法として、砂利採取業者の登録等に関する規則（昭和43年通商産業省令第80号）第13条において、砂利の採取に従事した期間を記載した書面およびこれを証する書面ならびにその期間において砂利の採取に伴う災害を生じさせたことがないことを疎明する書面、都道府県知事が行う砂利の採取に伴う災害の防止に関する講習を受けた場合にあつては、それを修了したことを証する書面等をもって、都道府県知事に申請し、砂利業務主任者認定証を受けることも可能となっている。